# Ortona dei Marsi
Ortona dei Marsi é uma comuna italiana da região dos Abruzos, província de Áquila, com cerca de 803 habitantes. Estende-se por uma área de 52 km², tendo uma densidade populacional de 15 hab/km². Faz fronteira com Anversa degli Abruzzi, Bisegna, Castelvecchio Subequo, Cocullo, Gioia dei Marsi, Pescina, Villalago.
Era conhecida como Miliônia (em latim: Milionia) durante o período romano.

## Demografia
| Variação demográfica do município entre 1861 e 2011                               |
|                                                                                   |
| Fonte: Istituto Nazionale di Statistica (ISTAT) - Elaboração gráfica da Wikipedia |